# Heather Menzies
Heather Menzies-Urich (ur. 3 grudnia 1949 w Toronto, zm. 24 grudnia 2017 w Quinte West) – kanadyjsko-amerykańska aktorka filmowa, teatralna i telewizyjna i modelka, najbardziej znana z roli Louisy von Trapp w Dźwiękach muzyki z 1965 roku.

## Życiorys
Urodziła się w Toronto w Ontario w Kanadzie. Kiedy miała 11 lat, jej rodzina przeprowadziła się z Kalifornii na Florydę. Ukończyła Hollywood High School w Los Angeles. Uczyła się aktorstwa w Falcon Studios University of the Arts w Hollywood. 
W wieku 14 lat zagrała pierwszą rolę Mony w serialu familijnym ABC Moi trzej synowie (My Three Sons, 1964) z Fredem MacMurrayem, a następnie pojawiła się jako Nancy Beth w trzech odcinkach sitcomu ABC Córka farmera (The Farmer's Daughter, 1964-65). Jako 15-latka dostała rolę złośliwej Louisy Von Trapp w ekranizacji musicalu Roberta Wise’a Dźwięki muzyki (The Sound of Music, 1965), który zdobył dziesięć Oscarów, w tym dla najlepszego filmu. Wystąpiła potem w dramacie George'a Roya Hilla Hawaje (Hawaii, 1966) z Julie Andrews, Maxem von Sydow i Richardem Harrisem, komedii Amerykanin na Riwierze (How Sweet It Is!, 1968) jako turystka z Debbie Reynolds, Jamesem Garnerem i Paulem Lynde oraz komedii familijnej fantasy Komputer w tenisówkach (The Computer Wore Tennis Shoes, 1969) z Kurtem Russellem i Cesarem Romero.
W sierpniu 1973, w wieku 23 lat wzięła udział nagiej sesji dla Playboya, która wzburzyła jej bardzo religijnych rodziców. W dziwacznym horrorze Wążżżż (Sssssss, 1973) z Dirkiem Benedictem zagrała rolę Kristiny, uroczej i lojalnej córki szalonego naukowca doktora Carla Stonera. Wystąpiła jako Jan w telewizyjnym dramacie biograficznym NBC James Dean (1976) z Michaelem Brandonem, Stephenem McHattie, Brooke Adams, Meg Foster i Amy Irving. Jednak na szklanym ekranie swoją największą sławę osiągnęła jako skąpo odziana zbiegła Jessica w krótkotrwałym, ale popularnym serialu telewizyjnym science fiction CBS Ucieczka Logana (Logana Run, 1977) z Gregorym Harrisonem. 
21 grudnia 1969 roku poślubiła Johna Cluetta, jednak w roku 1973 doszło do rozwodu. 21 listopada 1975 wyszła ponownie za mąż za aktora i producenta telewizyjnego Roberta Uricha, z którym zaadoptowała troje dzieci: syna Ryana (ur. 1979) oraz dwie córki: Emily (ur. 1980) i Alison Grady (ur. 18 kwietnia 1998). 
Razem ze swoim mężem wystąpiła w dreszczowcu Zagrożony gatunek (Endangered Species, 1982) z JoBeth Williams, a także grała na scenie w wielu przedstawieniach, w tym w sztuce Johna Patricka Porywcze serce (The Hasty Heart), produkcji Burt Reynold's Playhouse w Jupiter na Florydzie. Spektakl zyskał duże uznanie, m.in. w John F. Kennedy Center for the Performing Arts w Waszyngtonie, a wśród gości był były prezydent USA Ronald Reagan z żoną.
Od 1996 roku Robert Urich chorował na mięsaka maziówkowego. Zmarł 16 kwietnia 2002 roku w szpitalu w Thousand Oaks w Kalifornii w wieku 55 lat.
Heather Menzies zmarła w Wigilię 24 grudnia 2017 w Quinte West w wieku 68 lat z powodu nowotworu mózgu, którego zdiagnozowano u niej cztery tygodnie wcześniej.

## Wybrana filmografia
- 1965: Dźwięki muzyki jako Louisa von Trapp
- 1966: Hawaje (Hawaii) jako Mercy Bromley
- 1970: Bonanza (serial telewizyjny) jako Martha Thornton
- 1976: Barnaby Jones jako Melinda Marks
- 1978: Pirania jako Maggie McKeown
- 1978: Statek miłości jako Cybill Hartman
- 1979: Captain America (TV) jako doktor Wendy Day
- 1982: Zagrożony gatunek (Endangered Species) jako Susan